# Römerlager Wesseling
Das Römerlager Wesseling ist ein bisher nur durch Gräben und eine Holz-Erde-Mauer belegtes römisches Militärlager in Wesseling. Das 1953 entdeckte Bodendenkmal befindet sich auf dem Gelände der Shell Deutschland Oil GmbH (ehem. Union Rheinische Braunkohlen Kraftstoff AG) und der angrenzenden Max-Planck-Straße.

## Lage und Belegungsdauer
Das Römerlager Wesseling lag an einer Abzweigung der römischen Reichsstraße von Trier nach Köln, die vom Belgica vicus bei Euskirchen-Billig kommend bei Wesseling auf die Limesstraßes führte, die Köln und Bonn miteinander verband. Es befand sich 10,5 Kilometer nördlich der „Castra Bonnensia“ (Bonn), was dem durchschnittlichen Lagerabstand von 5 bis 9 Leugen am niedergermanischen Limes entspricht.
Zur Frage der Belegungsdauer gibt es nur wenige Anhaltspunkte. Géza Alföldy nahm aufgrund eines in Wiesbaden gefundenen Militärdiploms aus dem Jahr 78 eine Belegung des Lagers durch die Ala Sulpicia an, die später durch die Cohors I Latobicorum et Varcianorum abgelöst worden sein könnte.

## Forschungsgeschichte
Im August 1953 fanden anlässlich von Ausschachtungsarbeiten eines Leitungsgrabens archäologische Untersuchungen auf dem Werksgelände der damaligen Union Rheinische Braunkohlen Kraftstoff AG statt. Geleitet wurde die Ausgrabung von Wilhelm Piepers und W. Hüttig vom Rheinischen Landesmuseum Bonn. Hierbei wurden latènezeitliche Körper- und Brandgräber der jüngeren Hunsrück-Eifel-Kultur entdeckt, die von einem römischen Spitzgraben und einer dahinter befindlichen Holz-Erde-Mauer überlagert waren. Piepers konnte das mit Lehm verfüllte, in Nord-Süd-Richtung verlaufende Befestigungswerk über eine Strecke von 70 Metern innerhalb des Werksgeländes verfolgen. Die gemachten Funde (Fragmente von Gebrauchskeramik, Ziegelbruch) konnten seinerzeit nur allgemein in die römische Epoche datiert werden.
Ein Jahr später setzte Peter Wieland, Grabungsleiter des Rheinischen Landesmuseums, die Ausgrabungen im Bereich des Lagers Wesseling fort. Er konnte den zuvor entdeckten nord-süd verlaufenden Spitzgraben nun auf eine Länge von 200 Metern verfolgen, ohne dabei auf eine Lagerecke oder eine Toranlage zu stoßen. Etwa 200 Meter nördlich des ersten Befundes legte er einen weiteren römischen Doppelgraben frei, der augenscheinlich nicht mit dem ersten Graben korrespondiert. Auch Wieland traf keine genauer datierbaren Funde an.
Aufgrund der Konstruktionsmerkmale der Befestigung, der Lage an einer Straßenkreuzung und der Entfernung zum Lager Bonn ist die Existenz eines römischen Militärlagers in Wesseling wahrscheinlich. Dennoch fehlen bislang belastbare Funde und Befunde aus einem eindeutig militärischen Kontext, so dass auch die Möglichkeit besteht, dass es sich hier um eine nach militärischer Manier befestigte Villa rustica handelt.

## Denkmalschutz und Fundverbleib
Der Bereich des Lagers ist ein Bodendenkmal nach dem Gesetz zum Schutz und zur Pflege der Denkmäler im Lande Nordrhein-Westfalen (Denkmalschutzgesetz – DSchG). Nachforschungen und gezieltes Sammeln von Funden sind genehmigungspflichtig, Zufallsfunde an die Denkmalbehörden zu melden.
Die bisher bei Ausgrabungen gewonnenen Funde befinden sich im Rheinischen Landesmuseum Bonn.